# Francia ai Giochi della XXI Olimpiade
La Francia partecipò ai Giochi della XXI Olimpiade, svoltisi a Montréal, Canada, dal 17 luglio al 1º agosto 1976, con una delegazione di 206 atleti impegnati in diciotto discipline.